# Доктор Джон Д. Зойдбърг
Доктор Джон Д. Зойдбърг е един от главните герои в анимационния сериал Футурама (Futurama). Той е извънземно подобнo на Ракообразни от планетата Декапод 10. Работи като лекар в компания за спедиция наречена Планет експрес (Planet Express), без значение, че знае много малко за физиологията на хората. Зойдбърг е озвучен от Били Уест и говори с подобен на Идиш-акцент.